# Nicolae Crețulescu
Nicolae Crețulescu ou Kretzulescu (Bucareste, 1 de março de 1812 — Leordeni, 26 de junho de 1900) foi um médico e político romeno da Valáquia. Ocupou o cargo de primeiro-ministro de seu país em três ocasiões: de 20 de junho de 1862 a 24 de outubro de 1863, de 14 de junho de 1865 a 11 de fevereiro de 1866 e de 13 de março a 26 de novembro de 1867. 

## Vida
Nascido em Bucareste, estudou medicina em Paris, tendo como colega Gustave Flaubert. Como médico, seu trabalho notável foi a tradução do manual de anatomia de Jean Cruveilhier.
 

Um membro da facção liberal, Crețulescu tornou-se primeiro-ministro após o assassinato de Barbu Catargiu, sob o governante Alexandru Ioan Cuza. Ele evitou debater a questão da reforma agrária , na época o assunto mais polêmico da política romena; em vez disso, Crețulescu se concentrou em unificar o sistema de saúde pública, criando a Diretoria Geral do Arquivo Público e estabelecendo um Conselho de Instrução Pública. Além disso, ele lançou as bases para novas leis que secularizam a propriedade dos mosteiros.